# Rhynchospora scutellata
Rhynchospora scutellata är en halvgräsart som beskrevs av August Heinrich Rudolf Grisebach. Rhynchospora scutellata ingår i släktet småag, och familjen halvgräs. Inga underarter finns listade i Catalogue of Life.